# Estoril
Estoril era una freguesia portuguesa del municipio de Cascaes, distrito de Lisboa.

## Geografía
Se extiende desde Carcavelos hasta Guincho.

## Historia
Es conocida por su casino, así como por su autódromo, donde desde 1984 hasta 1996 se disputaron pruebas del campeonato de Fórmula 1, y donde se corre la fecha portuguesa del Campeonato Mundial de Motociclismo desde 2000. Estoril también es sede del Torneo de Estoril de tenis, que forma parte de los ATP International Series.
Fue lugar de residencia de don Juan de Borbón y de su familia, así como lugar de exilio del militar y regente húngaro Miklós Horthy, del rey Humberto II de Italia, de Carlos II de Rumanía y del dictador cubano Fulgencio Batista. También de la realeza francesa de la Casa de Orleans, y algunos miembros de la realeza austriaca. Durante cierto periodo fue el lugar por kilómetro cuadrado más poblado por la realeza en el mundo. Fue también residencia de verano del dictador portugués António de Oliveira Salazar, quien se alojaba en un austero apartamento en el fuerte San Antonio.
Ganó notoriedad por alojar durante la salida del Penal de El Dueso al militar José Sanjurjo Sacanell, tras el fracaso de la Sanjurjada el 10 de agosto de 1932, durante el Primer bienio de la Segunda República Española.
Fue suprimida el 28 de enero de 2013, en aplicación de una resolución de la Asamblea de la República portuguesa promulgada el 16 de enero de 2013 al unirse con la freguesia de Cascaes, formando la nueva freguesia de Cascais e Estoril.